# Регулярное деление плоскости
«Регулярное деление плоскости» —- серия ксилографий нидерландского художника Эшера, начатая им в 1936 году. В основу этих работ лёг принцип тесселяции, при котором пространство разбивается на части, полностью покрывающие плоскость, не пересекаясь и не накладываясь друг на друга.
Источником вдохновения для этих работ послужило путешествие художника в Альгамбру в мавританский замок XIV века неподалёку от испанской Гренады в 1936 году. Эшер провёл несколько дней рассматривая оформление, изучая декоративную плитку и делая наброски, чего не сделал при первом посещении Гренады в 1922 году.
В 1958 году Эшер опубликовал свою книгу «Регулярное деление плоскости» (нидерл. Regelmatige vlakverdeling). В книге были представлены несколько литографий, которые давали общее представление об используемом методе но, несмотря на выход книги, художник продолжал работать над завершением серии работ до конца 1960 годов, завершая её Рисунком № 137.
Интересен тот факт, что несмотря на то, что произведения этой серии не являлись наиболее ценными в художественном смысле, именно они являются одними из наиболее узнаваемых работ Эшера. Некоторые из них были использованы при выпуске различных декоративных изделий, в частности в качестве рисунка для шейных платков.